# Equacions de Clohessy-Wiltshire
En astrodinàmica, les equacions de Clohessy-Wiltshire descriuen un model simplificat del moviment orbital relatiu entre dues naus. Aquest model és utilitzat en el disseny d'encontres espacials.
Les equacions de Clohessy-Wiltshire es deriven de les equacions del problema de tres cossos, del qual el moviment relatiu entre dues naus n'és un cas concret on ambdues naus tenen massa infintessimal i orbiten un cos massiu central. Aquest model assumeix un moviment circular de la nau "perseguida", i un moviment circular o el·liptic de la nau "persegudiroa". Les equacions descriuen el moviment de la nau que "persegueix" a l'altra:
{\displaystyle {\begin{cases}{\ddot {x}}&=3n^{2}x+2n{\dot {y}}\\{\ddot {y}}&=-2n{\dot {x}}\\{\ddot {z}}&=-n^{2}z\end{cases}}}
on {\displaystyle n={\sqrt {\frac {\mu }{a^{3}}}}} és el moviment mitjà, {\displaystyle a} és el semieix major de l'òrbita, i {\displaystyle \mu } és el paràmetre gravitacional estàndard.